# 하나와카와촌
하나와카와촌(塙川村)은 아키타현 야마모토군에 있던 촌이다. 현재의 하치만정 남단 및 노시로시 북부에 해당한다.

## 역사
- 1889년 4월 1일 - 정촌제 시행에 의해 8촌의 구역으로 성립하였다.
- 1955년 4월 1일 - 사와메촌과 합병해, 미네하마촌이 성립해, 동일 하나가와촌이 폐지되었다.